# Elytrimitatrix
Elytrimitatrix är ett släkte av skalbaggar. Elytrimitatrix ingår i familjen långhorningar.

## Dottertaxa tillElytrimitatrix, i alfabetisk ordning[1]
- Elytrimitatrix batesi
- Elytrimitatrix bispinosa
- Elytrimitatrix brevicornis
- Elytrimitatrix castanea
- Elytrimitatrix chrysostigma
- Elytrimitatrix cinnamea
- Elytrimitatrix clavata
- Elytrimitatrix fuscula
- Elytrimitatrix geniculata
- Elytrimitatrix giesberti
- Elytrimitatrix guatemalana
- Elytrimitatrix guisayotea
- Elytrimitatrix hefferni
- Elytrimitatrix hoegei
- Elytrimitatrix hondurenha
- Elytrimitatrix incognita
- Elytrimitatrix irregularis
- Elytrimitatrix lineatopora
- Elytrimitatrix linsleyi
- Elytrimitatrix mexicana
- Elytrimitatrix michelii
- Elytrimitatrix nearnsi
- Elytrimitatrix nigrella
- Elytrimitatrix pictipes
- Elytrimitatrix pseudosimplex
- Elytrimitatrix pseudovittata
- Elytrimitatrix pubescens
- Elytrimitatrix punctiventris
- Elytrimitatrix sauria
- Elytrimitatrix setosa
- Elytrimitatrix sharonae
- Elytrimitatrix simplex
- Elytrimitatrix spinifemora
- Elytrimitatrix trifasciata
- Elytrimitatrix undata
- Elytrimitatrix violacea
- Elytrimitatrix vittata